# 沈世籍
沈 世籍（しん せいせき, 1951年 - ）は、中華民国の軍人。中将。陸軍副司令。過去、憲兵司令、軍事情報局局長を歴任した。

## 経歴
陸軍軍官学校62年班卒業。憲兵学校正37期、三軍大学陸軍学院74年班、戦争学院80年班を卒業。憲兵202指揮官、憲兵参謀長、憲兵副司令、憲兵司令を歴任。
2006年3月、軍事情報局長に任命。軍事情報局長在任時、インターネットの利用や情報要員の大陸派遣（復華専案）を再開した。しかしながら、2006年5月、ベトナム経由で広西に潜入した第4処副処長朱恭訓上校と第4処組長許昌国上校が現地国家安全庁により逮捕される事件が発生した。これと関連して、軍事情報局内に内通者が存在する疑惑が持ち上がり、2008年3月、増設された陸軍副司令に異動させられた。